# Sint-Pieterskerk (Luik)

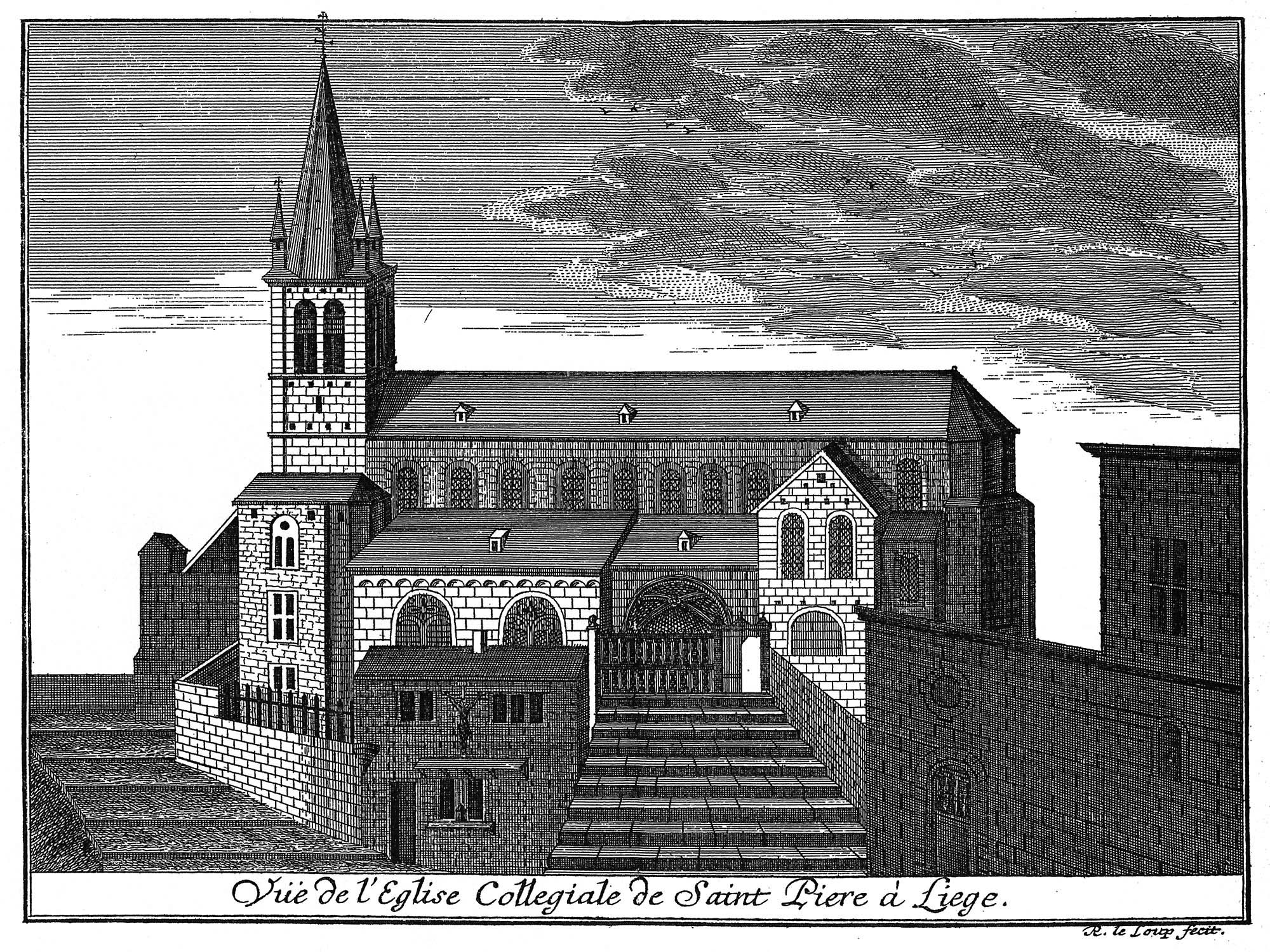
Gravure van de Sint-Pieterskerk door Remacle Leloup, 1735

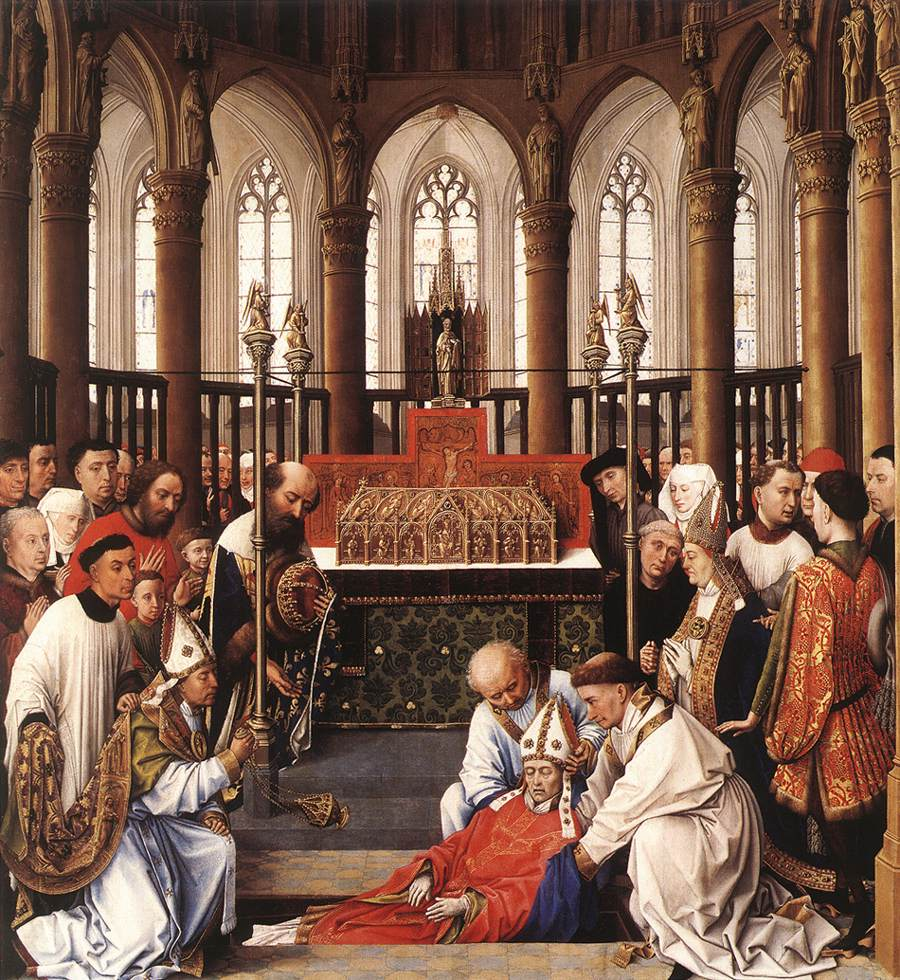
Opening van het graf van Sint-Hubertus, door Rogier Van der Weyden, omstreeks 1437

De Sint-Pieterskerk (Collégiale Saint-Pierre) was een van de zeven kapittelkerken te Luik.

## Geschiedenis
Reeds in 712 werd begonnen met de bouw van deze kerk, op de plaats van een Merovingische begraafplaats, die in de 19e eeuw opnieuw werd ontdekt. De kerk werd gesticht door Hubertus van Luik, die toen bisschop van Luik was. Hubertus liet 15 monniken uit de Abdij van Stavelot komen, die in een klooster bij de kerk kwamen te wonen. In 727 werd Hubertus in een kapel in de crypte van de kerk begraven. In 825 werd het graf naar Andage in de Ardennen overgebracht, dat sindsdien bekend staat als Saint-Hubert.
De kerk werd in 914 verwoest door de Vikingen en daarna herbouwd om in 931 opnieuw te worden ingezegend. In 945 werd de kerk tot kapittelkerk verheven, en deze werd bediend door 30 seculiere kanunniken. In 1185 werd de kerk door brand beschadigd, maar spoedig hersteld zijnde, vond er in 1196 een synode in plaats.
De kerk werd gesloten in 1797 en gesloopt in 1811, terwijl de fundamenten van de vroegere kloostergang pas in 1860 zouden worden verwijderd.
Later werden op deze plaats gerechtsgebouwen opgericht.

## Gebouw
De Sint-Pieterskerk was een kruisbasiliek. De spits had een gotische torenspits met flankerende torentjes.
Een aantal kunstwerken uit de kerk zijn behouden gebleven. De zogeheten sleutel van Sint-Hubertus bevindt zich in de Schatkamer van de kathedraal van Luik. In de kerk van Hozémont berust de liggende figuur die zich op het graf van Sint-Hubertus bevond. Twee reliëfs van Jean Del Cour vindt men tegenwoordig in de Sint-Pauluskathedraal te Luik.